# Peperomia margaritifera
Peperomia margaritifera är en pepparväxtart som beskrevs av Bert. och William Jackson Hooker. Peperomia margaritifera ingår i släktet peperomior, och familjen pepparväxter. Inga underarter finns listade i Catalogue of Life.